# Cypress Hill (альбом)
| Оценки критиков               | Оценки критиков |
| Источник                      | Оценка          |
| ----------------------------- | --------------- |
| AllMusic                      | [ 1 ]           |
| Chicago Sun-Times             | [ 2 ]           |
| Encyclopedia of Popular Music | [ 3 ]           |
| Entertainment Weekly          | A+              |
| Los Angeles Times             | [ 5 ]           |
| Q                             | [ 6 ]           |
| Rolling Stone                 | [ 7 ]           |
| The Rolling Stone Album Guide | [ 8 ]           |
| Spin Alternative Record Guide | 9/10            |
| The Village Voice             | A−              |

Cypress Hill — одноимённый дебютный студийный альбом американской хип-хоп группы Cypress Hill, выпущенный 13 августа 1991 года Ruffhouse Records и Columbia Records. Он был критически и коммерчески успешным, стал их вторым по популярности альбомом с более чем 2 миллионами проданных копий и получил RIAA двойной платиновый сертификат. Альбом Cypress Hill разбит по трекам в книге Брайана Коулмэна «Проверка Техники: буклет для хип-хоп наркоманов».

## Принятие
Стив Хьюи из AllMusic называет дебют Cypress Hill «звуковым наркотиком, который станет одним из наиболее широко подражаемых в хип-хопе».
В 1998 году альбом был выбран в качестве одного из 100 лучших рэп-альбомов The Source. Альбом был включен в книгу «1001 Альбомы, которые вы должны услышать, прежде чем умереть».
Rolling Stone назвал его «альбомом инновационным и привлекательным, несмотря на его жесткие послания».
- Включён в «Основные записи 90-х» Rolling Stones.
- Занимает 57 место в журнале Spin Magazine «90 величайших альбомов 90-х».
- Включён в «90 лучших альбомов 1990-х» журнала Q.

## Список композиций
| №   | Название                        | Длительность |
| --- | ------------------------------- | ------------ |
| 1.  | «Pigs»                          | 2:51         |
| 2.  | «How I Could Just Kill a Man»   | 4:16         |
| 3.  | «Hand on the Pump»              | 4:03         |
| 4.  | «Hole in the Head»              | 3:33         |
| 5.  | «Ultraviolet Dreams»            | 0:41         |
| 6.  | «Light Another»                 | 3:17         |
| 7.  | «The Phuncky Feel One»          | 3:28         |
| 8.  | «Break It Up»                   | 1:07         |
| 9.  | «Real Estate»                   | 3:45         |
| 10. | «Stoned Is the Way of the Walk» | 2:46         |
| 11. | «Psycobetabuckdown»             | 2:59         |
| 12. | «Something for the Blunted»     | 1:15         |
| 13. | «Latin Lingo»                   | 3:58         |
| 14. | «The Funky Cypress Hill Shit»   | 4:01         |
| 15. | «Tres Equis»                    | 1:54         |
| 16. | «Born to Get Busy»              | 3:00         |